# Raja Narayan Deb
Raja Narayan Deb (Bengalí: রাজা নারায়ণ দেব) es un cantante de playback, compositor y director de música indio, actualmente trabaja para la indusitria del cine Bollywood y Bengalí. Su carrera artística y como productor empezó a partir desde el 2008 y hasta la fecha se mantiene activo, en el plano personal está casado con la cantante de playback Zeenia Roy.

## Discografía

### Como director musical
- Khela (2008)
- Shob Charitro Kalponik (2009)
- Clerk (2010)
- Noukadubi (2011)
- Kashmakash (2011)
- Bhooter Bhabishyat (2012)
- Balukabela.com (2012)
- Kidnapper (2013)
- C/O Sir (2013)
- Bangla Naache Bhangra (2013)
- Mukti (2013)
- Ashchorjyo Prodeep (2013)
- Jodi Love Dile Na Prane (Upcoming)

### Como compositor de música de fondo
- Life Express (2010)
- 033 (2010)

### Como cantante de playback
- Abohoman (2010)